# Frei Kadlub

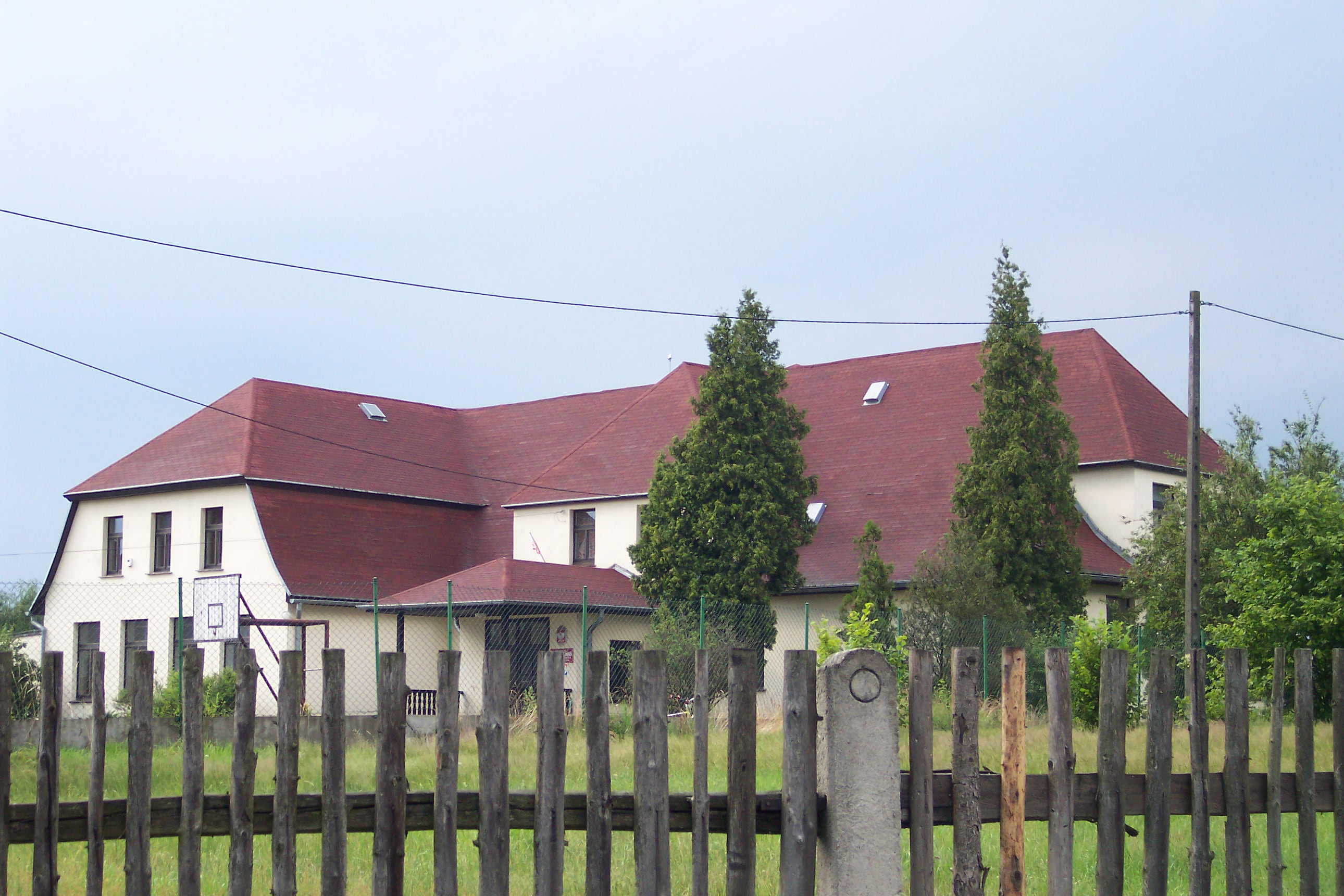
Grundschule von Frei Kadlub

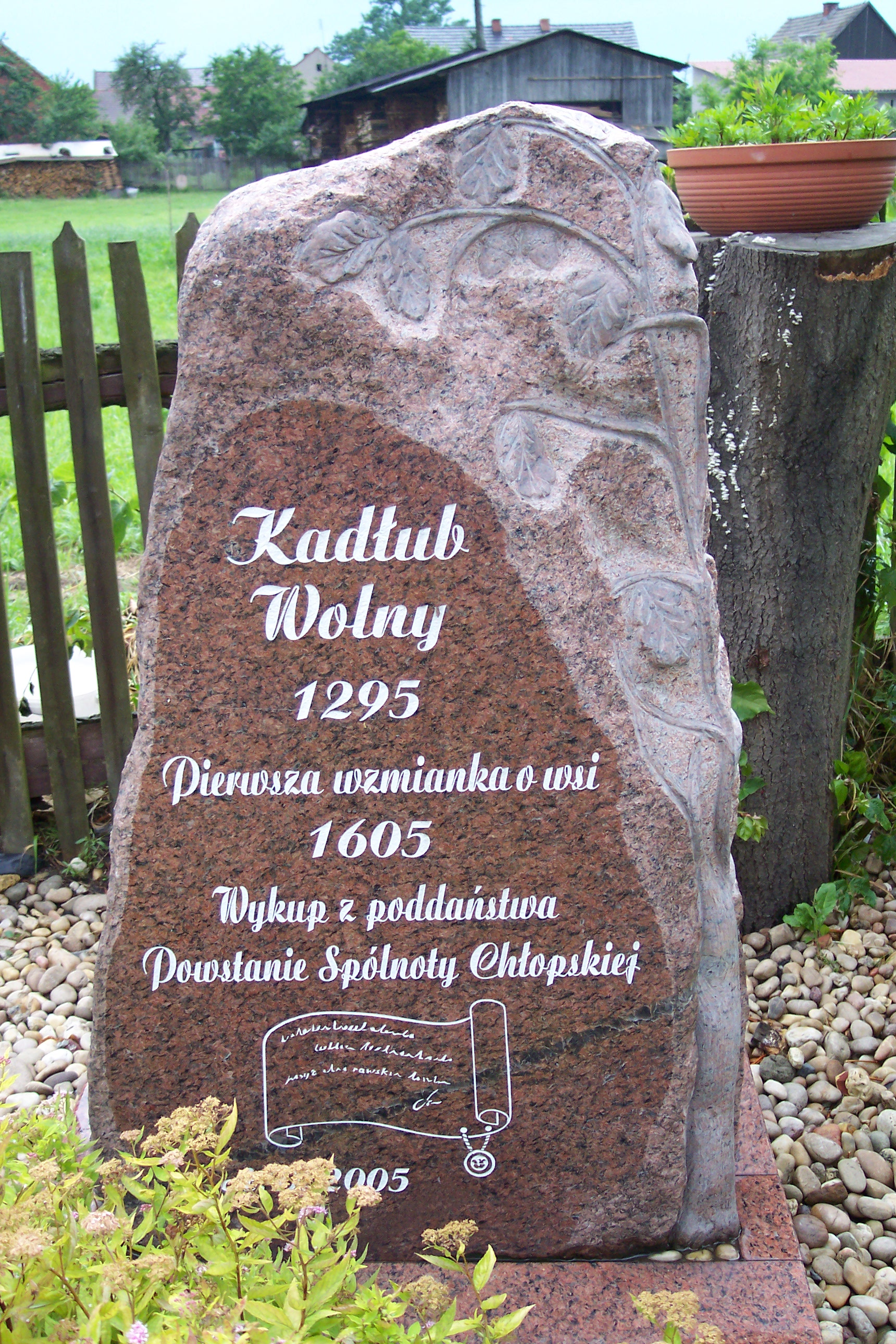
Gedenkstein

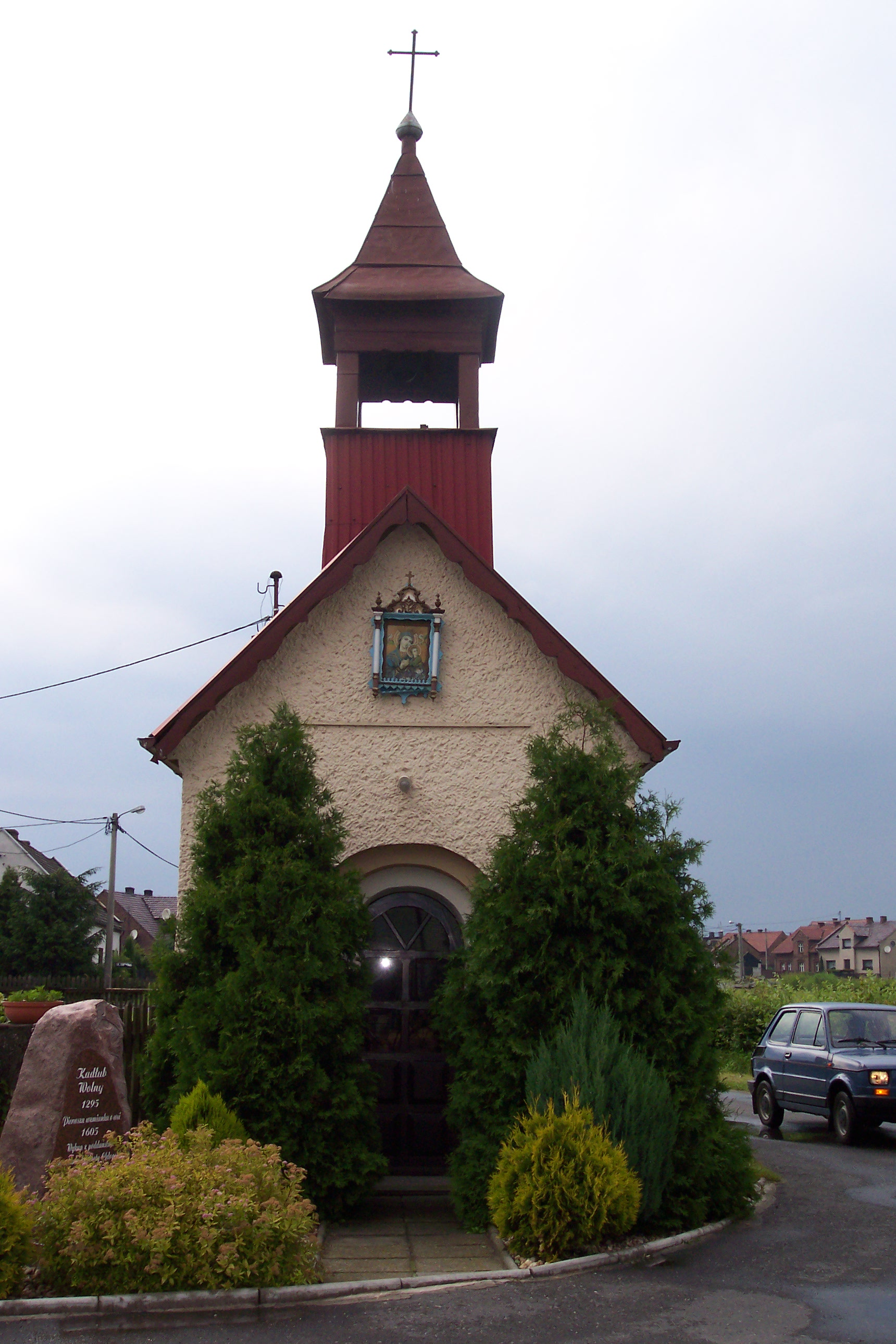
Wegkapelle

Frei Kadlub, polnisch: Kadłub Wolny, ist eine Ortschaft in Oberschlesien. Sie liegt in der polnischen Landgemeinde Zembowitz (Zębowice) im Powiat Oleski (Kreis Rosenberg O.S.) in der Woiwodschaft Oppeln. Ältere Schreibweisen sind unter anderem Kadlub und Groß Kadlub, Frey Kadlub und Anfang des 16. Jahrhunderts auch Skadlub.

## Geografie

### Geografische Lage
Frei Kadlub liegt zwei Kilometer östlich vom Gemeindesitz Zembowitz, dreizehn Kilometer südlich von der Kreisstadt Olesno (Rosenberg O.S.) und 33 Kilometer östlich von der Woiwodschaftshauptstadt Opole.

### Nachbarorte
Nachbarorte von Frei Kadlub sind im Nordwesten Pruskau (Prusków), im Norden Schiedlisk (Siedliska), im Osten Poscholkau (Poczołków), im Süden Schemrowitz (Szemrowice) und im Südwesten Zembowitz (Zębowice).

## Geschichte
Am 17. November 1295 wurde das Dorf Kadlub erstmals urkundlich erwähnt. Der zuvor an die Adalbertskirche in Oppeln zu zahlende Zins war ab diesem Zeitpunkt an die dortige Kreuzkirche zu entrichten. Am 2. April 1375 erwarb ein Nikolaus Bochnek die Zinsen des Dorfes. Im 16. Jahrhundert gelangte der Besitz an die oberschlesische Adelsfamilie Przissowsky, die es 1572 an Christoph Hoff, gen. Schnorbein, von Kantersdorf verkaufte. Anschließend kam das Rittergut Kadlub an Johann von Beeß. Er war verheiratet mit Margarete, Tochter des Daniel Zierowsky auf Slupsko und Kotulin, verkaufte 1594 die Herrschaft Rosenberg an Melchior von Gaschin und behielt vorerst neben Kadlub noch Sausenberg (damals Schumirad) und Chudoba. Er erlangte später eine kaiserliche Bestätigung für den in seiner Familie schon früher geführten Freiherrenstand und begründete die Linie der Freiherren Beeß von Werchels und Rosenberg.
Am 5. April 1605 fand im Wirtshaus von Groß Kadlub, so nannte man zu dieser Zeit das eigentliche Dorf, während die kleinere Ansiedlung des Rittergutes den Namen Kadlub trug, ein für Schlesien historisches Ereignis statt. Johann von Bees verkaufte Gut und Dorf Kadlub mit Teichen, Mühlen, Jagden, Zinsen sowie allen niederen und oberen Rechten nicht an einen anderen Adligen, sondern für 2500 Taler an die Einwohner der beiden Gemeinden und entließ sie dadurch auch aus der Untertänigkeit. Bis zum Ende des 18. Jahrhunderts gab es unter den etwa 5000 Ortschaften in ganz Schlesien nur zwei solche freien Dörfer (1717 hatten sich auch die Bewohner von Kaudewitz im Landkreis Liegnitz freigekauft). Den Verkauf bezeugten auf einer Urkunde neben von Beeß auch der erwähnte Vorbesitzer Christoph Hoff von Kantersdorf auf Oschietzko und dessen Söhne Hildebrand und Kaspar sowie Johann und Siegmund Wachowsky auf Leschna und Georg Ossietzky auf Pawlowitz (Kreis Tost-Gleiwitz). Es folgte eine Bestätigung durch den eigentlichen Lehnsherrn, Kaiser Rudolf II., in seiner Funktion als Fürst von Oppeln-Ratibor am 13. Dezember 1605. Die für die Bewohner so wichtigen Urkunden wurden sorgfältig in einer Eichenholzschatulle aufbewahrt.
Infolge setzte sich für das Dorf der Name Frei-Kadlub durch. Die Bewohner mussten öfters ihre Rechte gegenüber der jeweiligen Obrigkeit verteidigen. Ende des 18. Jahrhunderts gewannen sie einen Prozess wegen der Bewirtschaftung des Gemeindeforstes gegen die preußische Regierung. Ebenso scheiterten alle späteren Versuche sowohl im Dritten Reich als auch in der kommunistischen Ära nach dem Zweiten Weltkrieg, Teile des Dorfes zu enteignen bzw. zu verstaatlichen.
Nach dem historischen Verkauf von 1605 waren 25, je nach Kapitalbeteiligung zum Teil unterschiedlich große Anteile entstanden. Forsten, Teiche, Mühlen und das Wirtshaus wurden gemeinsam genutzt und verwaltet. Nach der allgemeinen Bauernbefreiung in Schlesien hatte sich in den 1840er Jahren eine Gesellschaft der Anteilseigner gegründet, die am 12. Mai 1843 auch nach einer Überprüfung der noch vorhandenen Urkunden durch das Oberlandgericht in Breslau in das Hypothekenbuch des Landkreises Rosenberg als Eigentümer eingetragen worden war. Um eine Zerstückelung des Besitzes zu vermeiden, entschieden die Gesellschafter 1845, dass der Anteil nur an jeweils einen Erben übergehen durfte.
Bei der Volksabstimmung in Oberschlesien am 20. März 1921 stimmten 174 Wahlberechtigte für einen Verbleib bei Deutschland und 433 für die Zugehörigkeit zu Polen. Frei Kadlub verblieb beim Deutschen Reich. 1933 lebten im Ort 1097 Einwohner. Am 27. April 1936 wurde der Ort in Freihöfen umbenannt. 1939 hatte der Ort 1547 Einwohner. Bis 1945 befand sich der Ort im Landkreis Rosenberg O.S.
1945 kam der bisher deutsche Ort unter polnische Verwaltung und wurde der Woiwodschaft Schlesien angeschlossen und in Kadłub Wolny umbenannt. 1950 kam der Ort zur Woiwodschaft Oppeln und seit 1999 gehört er zum wiedergegründeten Powiat Oleski. Am 23. Oktober 2007 wurde in der Gemeinde Zembowitz, der Frei Kadlub angehört, Deutsch als zweite Amtssprache eingeführt. Am 19. November 2008 erhielt der Ort zusätzlich den amtlichen deutschen Ortsnamen Frei Kadlub.
In jüngerer Zeit gründete sich die Bäuerliche Wäldergemeinschaft des Dorfes Frei Kadlub. Auf einer jährlich am 29. Juni stattfindenden Versammlung werden die jeweiligen Gewinne aus der Bewirtschaftung verteilt, über neue Investitionen verhandelt und gemeinnützige Projekte geplant. In den 1990er Jahren sammelte die Gemeinschaft beispielsweise einen größeren Geldbetrag für die Schule des Dorfes.

## Sehenswürdigkeiten
- Wegkapelle
- Bildstock mit Marienfigur
- Gedenkstein aus dem Jahr 2005 zur Erinnerung der Ersterwähnung im Jahr 1295 und dem Freikauf des Ortes im Jahr 1605

## Vereine
- Deutscher Freundschaftskreis[8]
- Blasorchester Kadlub Wolny[9]

## Verweise